# Camosa de Cabdellà
Camosa de Cabdellà es el nombre de una variedad cultivar de manzano (Malus domestica) Esta manzana está cultivada en la colección de germoplasma de manzanas del CSIC, también está cultivada en la colección de germoplasma de peral y manzano en la "Finca de Gimenells de la Estación Experimental de Lérida - IRTA". Esta manzana es originaria de la Comunidad autónoma de Cataluña, procedente de un ejemplar localizado en el año 2001 en el municipio de La Torre de Cabdella, Lérida.

## Sinónimos
- "Poma Camosa de Cabdellà",[3]
- "Camosa M060",[3]
- "Manzana Camosa de Cabdellà".[7]

## Historia
'Camosa de Cabdellà' es una variedad de manzana de Cataluña, está catalogada con el número de accesión M060 en el Banco de germoplasma de peral y manzano de la Universidad de Lérida, que se encuentra integrado en la Red de Colecciones del Programa de Conservación y Utilización de los Recursos Fitogenéticos para la Alimentación y la Agricultura, del Plan Nacional de I+D+I.
'Camosa de Cabdellà' está considerada con otras muchas de las entradas que se han incorporado al Banco de germoplasma en la "Finca de Gimenells de la Estación Experimental de Lérida - IRTA", provienen de ejemplares únicos, en algunos casos, actualmente desaparecidos, lo que ha permitido paliar la erosión genética que se está dando en estas especies frutales.
'Camosa de Cabdellà' es una variedad que se cultiva para su conservación genética, para posibles usos y mejoras en cruces con otras variedades, para incrementar cualidades o intercambiarlas.

## Características
El manzano de la variedad 'Camosa de Cabdellà' tiene un vigor medio de tipo ramificado, con porte erguido; ramos con pubescencia media, de un grosor delgado, con longitud de entrenudos largos, número de lenticelas medio, relación longitud/grosor de los entrenudos grande, tipo de ramos fructíferos sin predominio; época de inicio de floración muy tardía, yema fructífera de forma ovoide-cónica de una longitud corta, flor no abierta presenta color del botón floral rosa pálido, flor de tamaño medio, pétalos con posición relativa de los bordes superpuestos, inflorescencia con número medio de flores medio, de forma plana o ligeramente cupuliforme, sépalos de color predominante verde, sépalos de longitud media, con los pétalos de longitud media y anchura corta, siendo la relación longitud/anchura de los pétalos más largos que anchos, estilos con longitud en relación con los estambres de más largos, estilos con punto de soldadura lejos de la base.
Las hojas tienen un porte horizontal en relación con el ramo, limbo de longitud largo y de anchura medio, con una relación longitud/anchura media, forma del borde ondulada, peciolo con longitud largo, forma del limbo elíptica, aspecto de la superficie del haz medianamente brillante, pubescencia del envés media, plegamiento de la superficie ondulada, tamaño de la punta grande, forma de la base aguda, estípulas con una forma filiformes, y ángulo del peciolo respecto al ramo pequeño.
La variedad de manzana 'Camosa de Cabdellà' tiene un fruto de tamaño y peso medio-grande; forma globosa, relación longitud/anchura pequeña, lados (ausencia o presencia de lados marcados) medio, posición de la anchura máxima en el medio; piel con estado ceroso débil, pruina de la epidermis ausente o muy débil; con color de fondo verde blanquecino, importancia del sobre color débil, sobre color de superficie púrpura, siendo su intensidad mediano, reparto del color en la superficie placas continuas con estrías, acusando unas lenticelas grandes, y una sensibilidad al "russeting" (pardeamiento áspero superficial que presentan algunas variedades) en las caras laterales ausente o muy débil; pedúnculo con una longitud muy largo, y un grosor delgado, anchura de la cavidad peduncular media, profundidad de la cavidad pedúncular media, y con importancia del "russeting" en cavidad peduncular fuerte; coronamiento por encima del cáliz ausente o muy débil, anchura de la cav. calicina media, profundidad de la cav. calicina poco profunda, y con importancia del "russeting" en cavidad calicina ausente o muy débil; ojo pequeño, cerrado; sépalos de longitud medios.
Carne de color blanca, con oscurecimiento de la carne al corte medio; textura gruesa, con jugosidad jugoso; sabor malo; corazón con distinción de la línea débil; eje abierto; lóculos carpelares cerrados; porte del sépalo parcialmente extendido; semilla de longitud grande, de anchura estrecha, y de color marrón oscuro.
La manzana 'Camosa de Cabdellà' tiene una época de maduración y recolección de fruto media, inicios de otoño. Se usa como manzana de mesa fresca y para sidra.

## Calidad de fruto y prueba de cata
- Peso del fruto: Medio
- Calibre del fruto: Medio
- Longitud del fruto: Media
- Índice de almidón: Medio
- Dureza medida de la carne: Baja
- Índice refractométrico (IR): Alto
- Acidez titulable: Media
- Jugosidad de la carne: Jugoso
- Textura de la carne: Gruesa
- Dureza sensorial de la carne: Dura
- Dulzor: Medio
- Acidez: Media
- Intensidad del sabor de la carne: Débil
- Sabor: Malo
- Valoración global del fruto: Malo.[3]

## Características Agronómicas
- Afinidad del injerto (compatibilidad): Buena
- Facilidad de formación y poda: Media
- Tipo de fructificación: Tipo III
- Precocidad varietal: Bastante precoz
- Vecería: Alta
- Productividad: Media
- Necesidad de aclareo: Alta
- Escalonamiento de la maduración del fruto: Muy largo
- Sensibilidad a la caída en maduración: sin datos
- Aptitud para la conservación del fruto en árbol: sin datos
- Aptitud para la conservación del fruto en almacén o cámara: sin datos
- Sensibilidad al moteado: sin datos
- Sensibilidad al oídio: sin datos
- Sensibilidad a pulgón lanígero: sin datos.[3]